# Megathous barrosi
Megathous barrosi là một loài bọ cánh cứng trong họ Elateridae. Loài này được Méquignon miêu tả khoa học năm 1932.